# Karlshus
Karlshus este o localitate din comuna Råde, provincia Østfold, Norvegia, cu o suprafață de 1,9 km² și o populație de 2.090 locuitori (2013).